# Cicha noc, śmierci noc V: Mordercze zabawki
Cicha noc, śmierci noc V: Mordercze zabawki (ang. Silent Night, Deadly Night 5: The Toy Maker) – amerykański film fabularny (horror) z 1991 roku w reżyserii Martina Kitrossera. Jest to czwarty sequel kontrowersyjnego horroru Cicha noc, śmierci noc (1984).
Światowa premiera filmu miała miejsce 7 listopada 1991 roku.

## Opis fabuły
Derek Quinn staje się świadkiem śmierci własnego ojca, zamordowanego przez zabawkę, którą do ich domu dostarczył nieznajomy. Z przerażenia traci głos. Sarah, matka Dereka musi radzić sobie z uporczywym milczeniem malca oraz utratą męża.

## Obsada
- William Thorne jako Derek Quinn
- Jane Higginson jako Sarah Quinn
- Van Quattro jako Tom Quinn
- Tracy Fraim jako Noah Adams
- Neith Hunter jako Kim Levitt
- Conan Yuzna jako Lonnie
- Mickey Rooney jako Joe Petto
- Brian Bremer jako Pino Petto
- Gerry Black jako Harold
- Clint Howard as Ricky

i inni.